# 최고 제품 책임자
최고 제품 책임자(最高製品責任者, Chief product officer, CPO, 제품 책임자 또는 제품 부사장)는 조직의 다양한 제품 관련 활동을 책임지는 경영진을 지칭하는 직함이다. CPO는 기술에 대한 CTO와 마찬가지로 비즈니스의 제품에 대해 책임진다. 이들은 제품 전략이 비즈니스 전략과 일치하도록 하고 이를 조직 전체에 배포하는 데 집중한다. 이들은 기술 회사나 기술이 고객에게 서비스를 제공하는 방식의 많은 부분을 차지하는 조직(예: 은행 및 신문사)에서 가장 흔하게 볼 수 있다.

## 역할
CPO는 모든 제품 관련 사항을 책임진다. 여기에는 일반적으로 제품 전략, 제품 비전, 제품 혁신, 제품 디자인, 제품 개발, 프로젝트 관리 및 제품 마케팅이 포함된다. 많은 기술 회사에서 이 직책에는 유통, 제조, 조달이 포함된다.